# La mujer y su sombra
La mujer y su sombra es una ópera en un acto con libreto y música de Miguel Alcázar

## Acción

### Acto único
Entre una atmósfera de poéticos simbolismos, la escena ofrece un paisaje solitario. A la izquierda, sobre una mojonera de piedra, se lee una inscripción que anuncia la frontera entre dos mundos. Al fondo se extiende una pantalla de papel que representa la niebla y a la derecha una linterna de piedra, semihundida en la pantalla, alumbra con débil luz. Hasta la linterna puede subirse por unos peldaños. A la izquierda hay también un puente por el que llega, acompañado de un séquito, un guerrero de los tiempos antiguos. La luz de la linterna está encendida con el propósito de conservar la memoria de la mujer que el guerrero amó, y que considera perdida para siempre. El doncel se detiene, lee el nombre de la amada en la inscripción que hay en la linterna, y durante breve lapso se entrega a la meditación. Sobre la pantalla de papel se va haciendo una luz que comienza por perfilar una vaga sombre que paulatinamente va adquiriendo nitidez, hasta mostrar claramente una figura femenina. Al mismo tiempo, llega al paraje una mujer en un palanquín, del cual desciende y se aproxima a la sombra de la mujer muerta, que va diluyéndose. El guerrero dice que ha visto aparecer la sombra de una mujer que fue suya en otro tiempo. La mujer replica que se trata de una ilusión vana, que ella constituye la única realidad. Habla de los grandes pintores que han llegado a reproducir las flores con tal verdad, que las abejas tratan de libarlas. Afirma que la imaginación humana tiene una fuerza capaz de proyectar sombras en el muro tan espeso que nos rodea permanentemente, adonde quiera que vayamos. Mujer, guerrero y coro se refieren al poder de la poesía, a cuyo conjuro las cosas son. Mientras hablan de una rama de durazno que florece en primavera y que el viento agita, sobre la pantalla aparece en efecto una rama. "Cada verso -dice la mujer- le añade un ramo; cada palabra le añade una flor." La rama se dibuja por completo. Hablan del más allá, de esa región ignota que se extiende donde no brilla el sol de la Tierra, donde es el estío eterno, y el guerrero señala que las pequeñas moscas que las flores han atraído, no son moscas sino mariposas. Efectivamente, aquí y allá ven apareciendo grandes mariposas. La mujer pone su mano ante los ojos del guerrero y rama y mariposas desaprecen. Coro y mujeres disertan después acerca del estilo del más allá de la niebla desde donde alguien nos escucha y hacia quien, según la joven, es preciso dirigirse no con las profanas palabras, sino con el canto y la música, únicos vehículos capaces de llegar hasta donde el habla humana no se comprende. La mujer comienza a tañer un laúd, mas de pronto el guerrero la interrumpe. A pesar de ello, la música continúa detrás de la pantalla, y la joven dice al guerrero que así como hay una sombra de los cuerpos, también existe un reflejo de las voces. La voz de la sombra prosigue la canción, que concluye en una especie de risa sofocada. La sombra de la mujer muerta reaparece sobre la pantalla, y la mujer viva se coloca delante de ella, de manera que ambos perfiles coinciden. El guerrero pretende asir la sombra, pero la mujer lo impide. Cada movimiento de la mujer es reproducido fielmente por la sombra. El guerrero toma por las manos a la mujer, la aleja de la pantalla, y con un seco golpe de sable corta el lazo invisible que unía a la mujer y a la sombra. La mujer se desploma; la sombra se aleja cada vez más lentamente. Con la espada en la mano, el guerrero se aproxima y a cada paso que da, la sombra da otro. Cuando llega cerca de la linterna, se vuelve y los espera. El guerrero hunde su arma alevosa en la pantalla, y la retira ensangrentada. La mujer lanza un grito y muere. La luz de la linterna se apaga. El guerrero se retira, vacilante. Se escuchan algunas notas de laúd desde detrás de la pantalla, y después una débil carcajada (Sinopsis del programa de mano de 1981).

## Datos históricos

### Reparto del estreno
- La mujer Margarita Pruneda
- El guerrero Ignacio Clapés
- La voz Margarita González
- La sombra Kimi Washikawa
- La Imagen Kimi Washikawa
- Puesta en escena de José Antonio Alcaraz.
- Escenografía de Leonardo Peláez.
- Vestuario: Edith Juárez.
- Orquesta y coro del Teatro de Bellas Artes.
- Dirigida por Sergio Ortiz.

### Recepción
Luego de su estreno la obra se representó el 6 y 7 de mayo de 1981 en el marco del IX Festival Internacional Cervantino, en el Teatro Juárez de Guanajuato
La ópera fue premiada en el concurso de composición de la Fundación José Morales Estévez en 1979.

## Literatura complementaria
- Diccionario de la música española e hispanoamericana (DMEH), obra auspiciada por la Sociedad General de Autores y Editores (SGAE) y por el Instituto Nacional de las Artes Escénicas y de la Música (INAEM) del Ministerio de Educación, Cultura y Deporte de España.
- Gabriel Pareyón: Diccionario de Música en México. México: Secretaría de Cultura de Jalisco 1995.
- Octavio Sosa: Diccionario de la ópera mexicana. México: Consejo Nacional para la Cultura y las Artes 2003.

## Enlaces
- Datos: Q5937385